# 萨瓦·兰杰洛维奇
萨瓦·兰杰洛维奇（1993年7月17日—）生于尼什，是一名塞尔维亚男子水球运动员。他在一年级时决定练习水球，之后的10年间一直效力于尼什当地的俱乐部，2010年，他离开尼什，加入其它地方的俱乐部，之后也代表了青年国家队参加比赛。2014年，他随国家队在世界男子水球联赛上获得冠军，这是他的首个成年国际比赛冠军。